# Méso (anatomie)

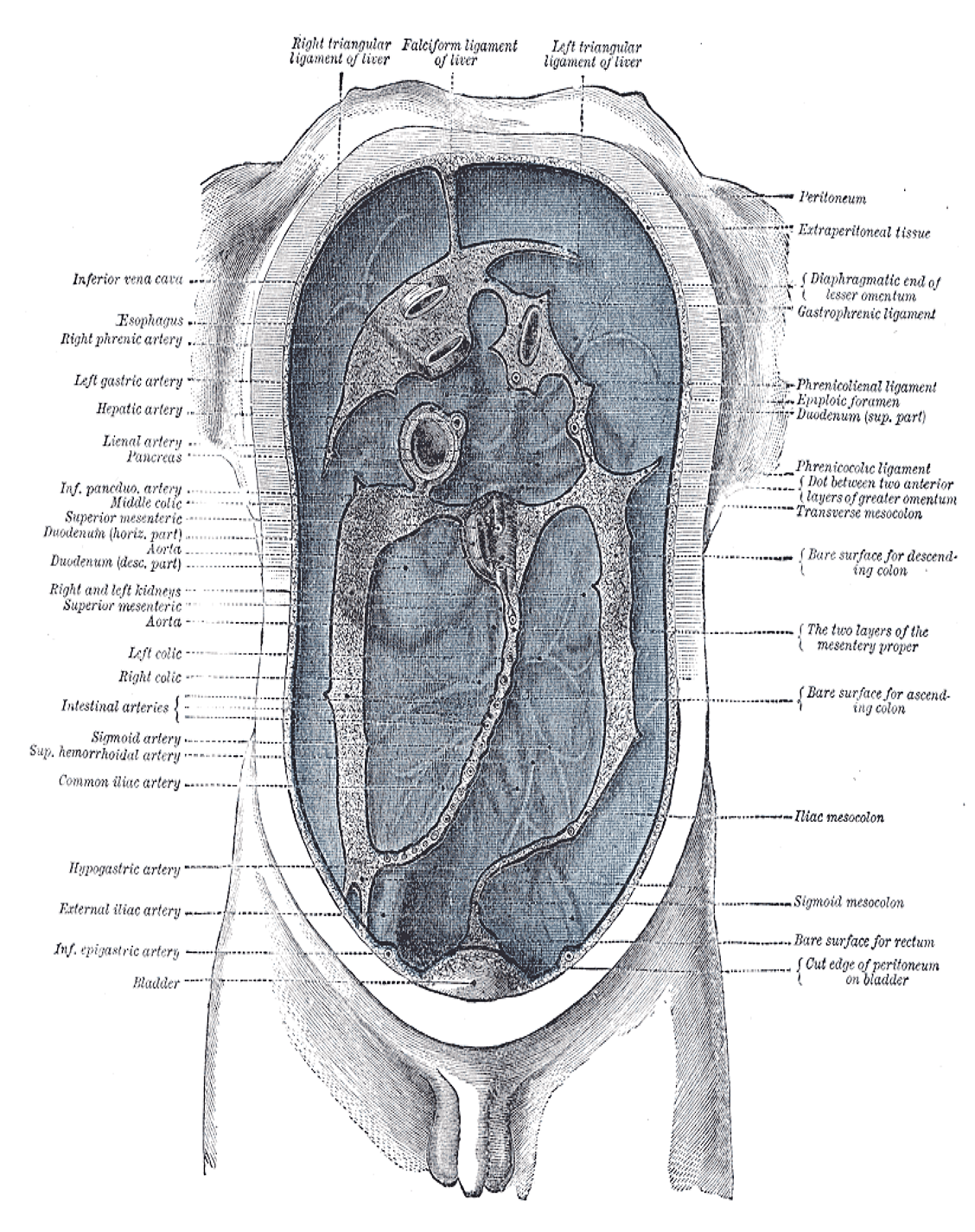
Vue du péritoine et des mésos réséqués.

En anatomie, un méso est un accolement de deux feuillets de séreuse reliant la partie pariétale avec la partie viscérale. La plupart des organes abdominaux sont tapissés par le péritoine et ils sont suspendus dans la cavité abdominale par des mésos à l'intérieur desquels cheminent les artères et les nerfs qui leur sont destinés. La notion de méso ne se limite pas uniquement au péritoine, mais à toute cavité séreuse confondue (d'où l'existence d'un méso du poumon dans le cas de la plèvre).

## Liste de mésos
Les anatomistes établirent une liste de mésos :
- mésogastre : le méso de l'estomac ;
- mésentère : le méso de l'intestin grêle ;
- mésocôlon transverse : le méso du côlon transverse ;
- mésocôlon sigmoïde : le méso du côlon sigmoïde ;
- mésoappendice : le méso de l'appendice ;
- ligament hépatoduodénal : méso du foie (partie du petit omentum) ;
- mésosalpinx : méso de la trompe utérine ;
- mésovarium : méso de l'ovaire (bien que les ovaires ne soient pas tapissés de péritoine, ceux-ci possèdent tout de même un méso) ;
- ligament large : méso de l'utérus ;
- ligament pulmonaire : méso du poumon.

## Autres replis du péritoine
- Épiploon
- Ligament suspenseur du foie, ligament phrénico-colique

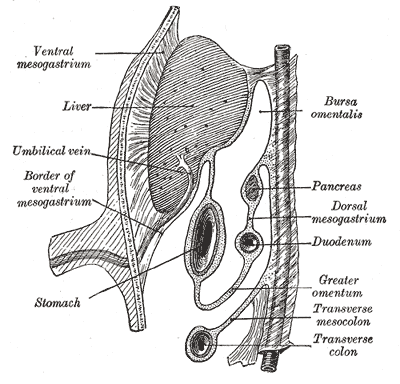
Coupe de l'épiploon et du mésocôlon transverse lors de l'embryogenèse.
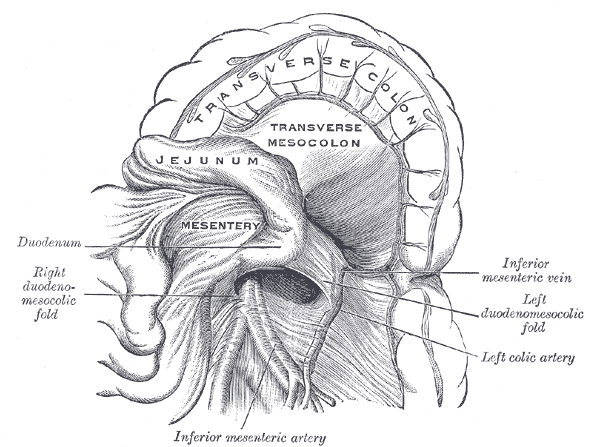
Vue inférieure du mésocôlon transverse.